# Musée d'Art moderne et contemporain de Strasbourg
Pour les articles homonymes, voir Musée d'art moderne et contemporain.
Le musée d'Art moderne et contemporain de Strasbourg (MAMCS) a été inauguré par Catherine Trautmann, alors ministre de la Culture et ancien maire de Strasbourg, en décembre 1998. Il est construit, par l'architecte Adrien Fainsilber, sur la rive gauche de l'Ill, face au siège de la collectivité européenne d'Alsace et à proximité du barrage Vauban et du quartier pittoresque de la Petite France. La place Jean-Arp, sur laquelle s'ouvre le musée, accueille également sur sa partie nord l'Institut national du service public, installée dans l'ancienne commanderie Saint-Jean.
Depuis mars 2008, Estelle Pietrzyk, ancienne chargée de mission au musée Picasso, au cabinet des dessins du musée Rodin et à la création du musée Soulages à Rodez, assure la fonction de conservatrice responsable du musée.

## Architecture du bâtiment
Le musée, construit à l'emplacement des anciens abattoirs municipaux, a été conçu par l'architecte parisien Adrien Fainsilber, sélectionné à l'issue d'un concours. Le bâtiment s'articule autour d'une grande nef vitrée, véritable rue intérieure, qui s'ouvre de part et d'autre sur les divers secteurs d'activité du musée et sur les salles d'expositions permanentes et temporaires. Cette nef vitrée offre aux visiteurs une fenêtre ouverte sur la vieille ville.
La conception massive du bâtiment est cependant critiquée pour le fait que celui-ci ne communique avec son environnement que sur 180 degrés. Il n'offre en effet qu'une façade fermée sur son flanc est, où se situe le quartier populaire de la gare, ce qui contraste avec l'ouverture vers la vieille ville.
Cette situation est la résultante d'une modification du programme initial, qui prévoyait la disposition des locaux techniques et des machineries en sous-sol. La volonté de créer à la place un stationnement souterrain a nécessité une adaptation du projet, qui s'est conclue par une disposition de ces locaux techniques du côté est du bâtiment, entraînant ainsi son occlusion.

Le Musée d'Art moderne et contemporain
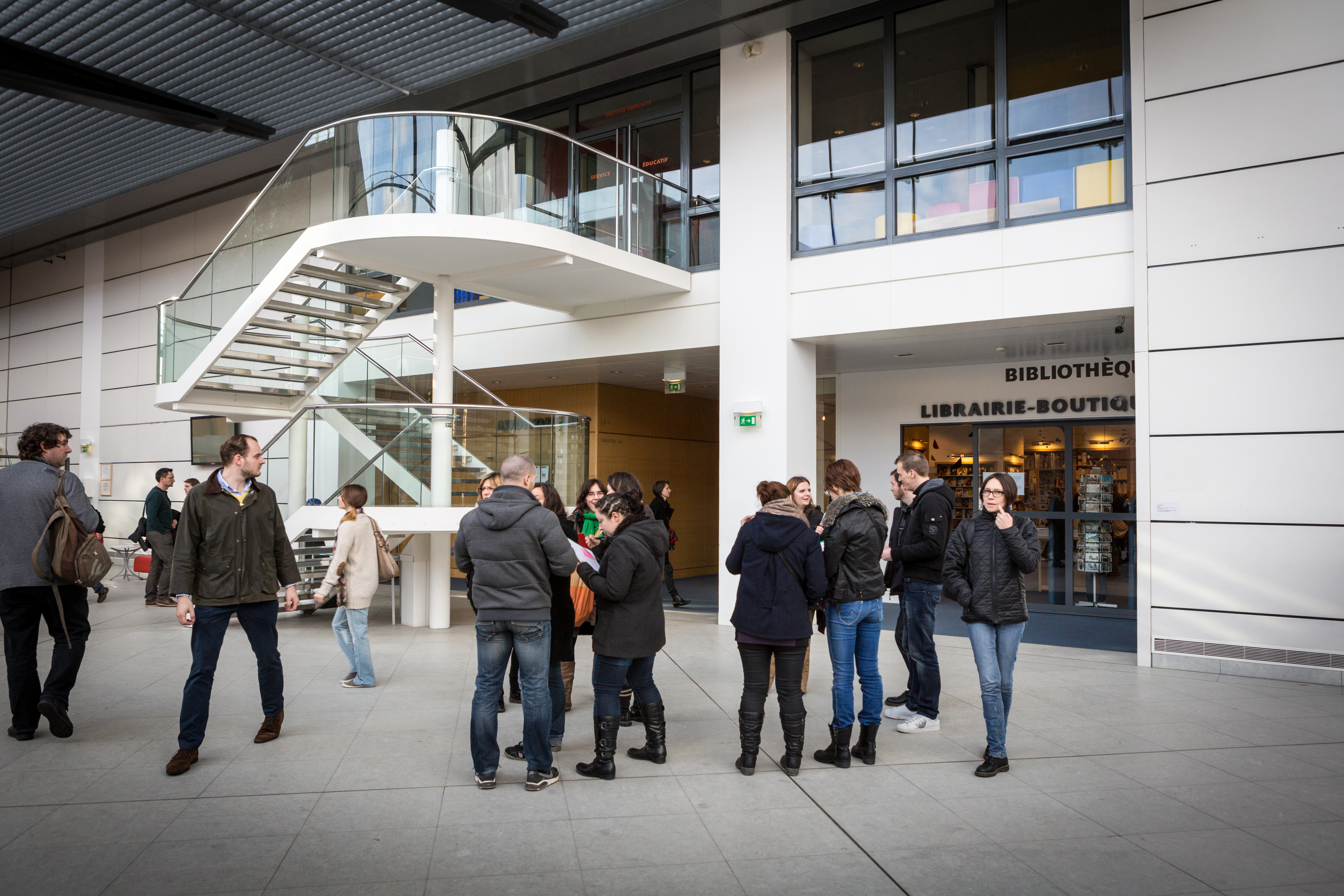
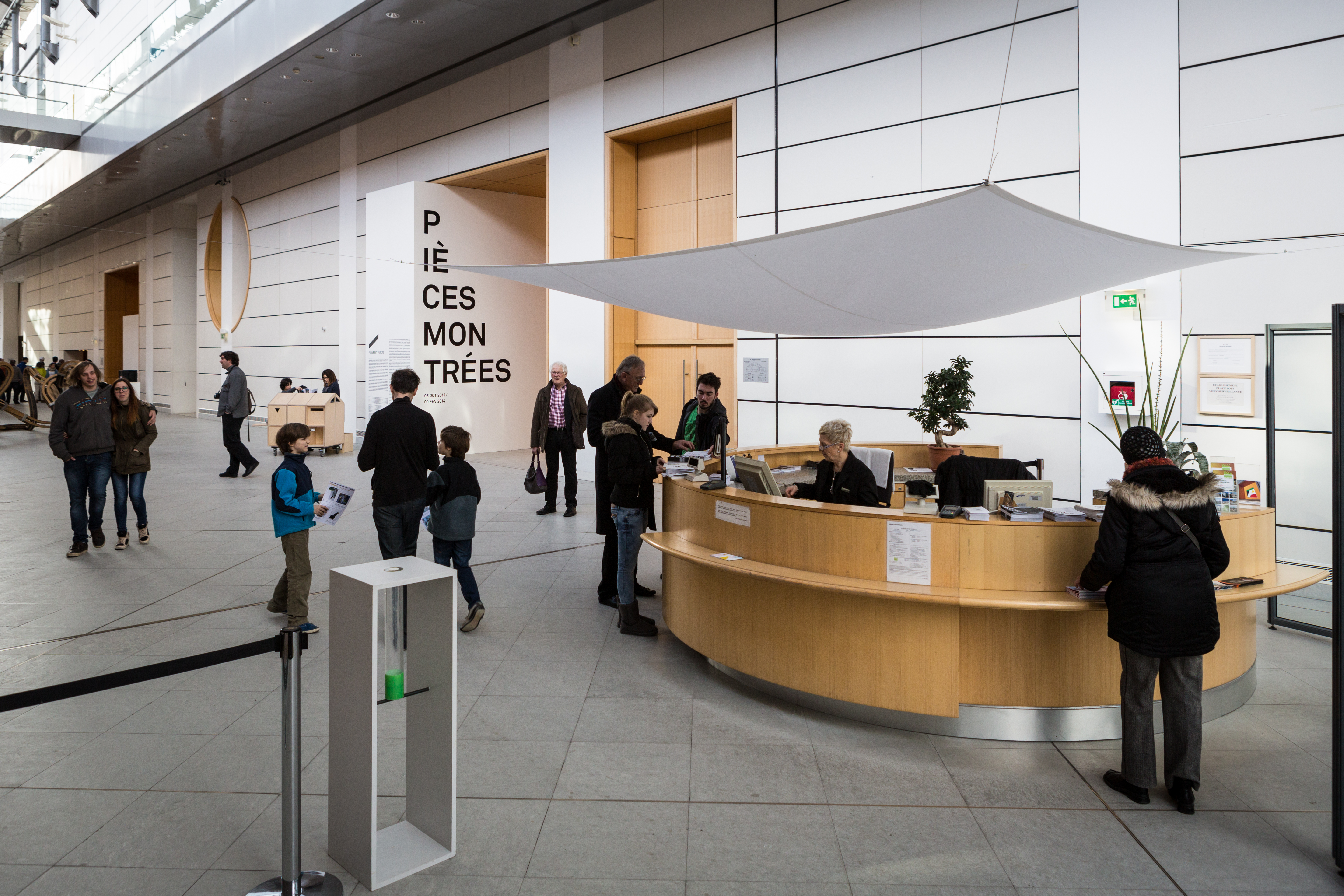

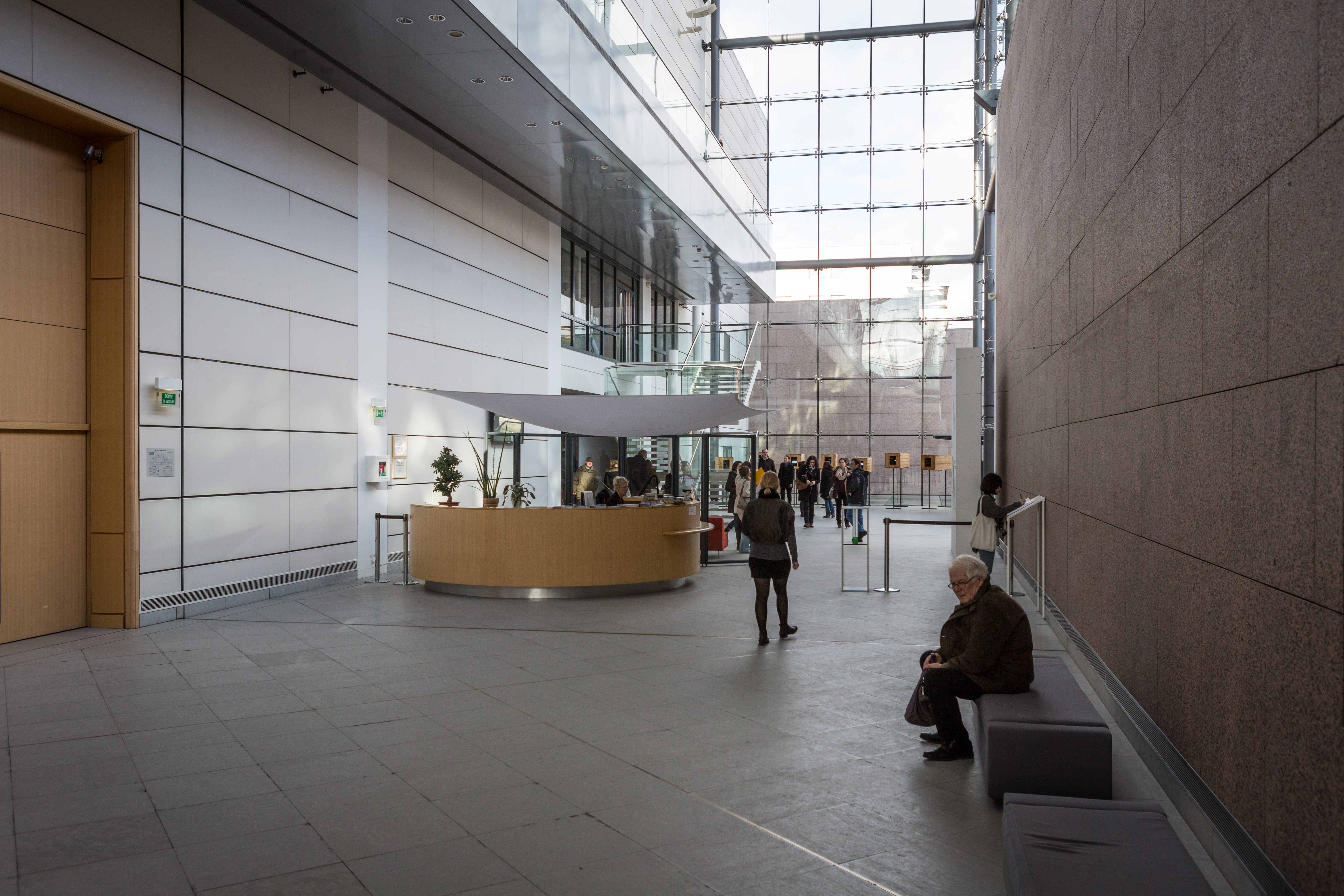
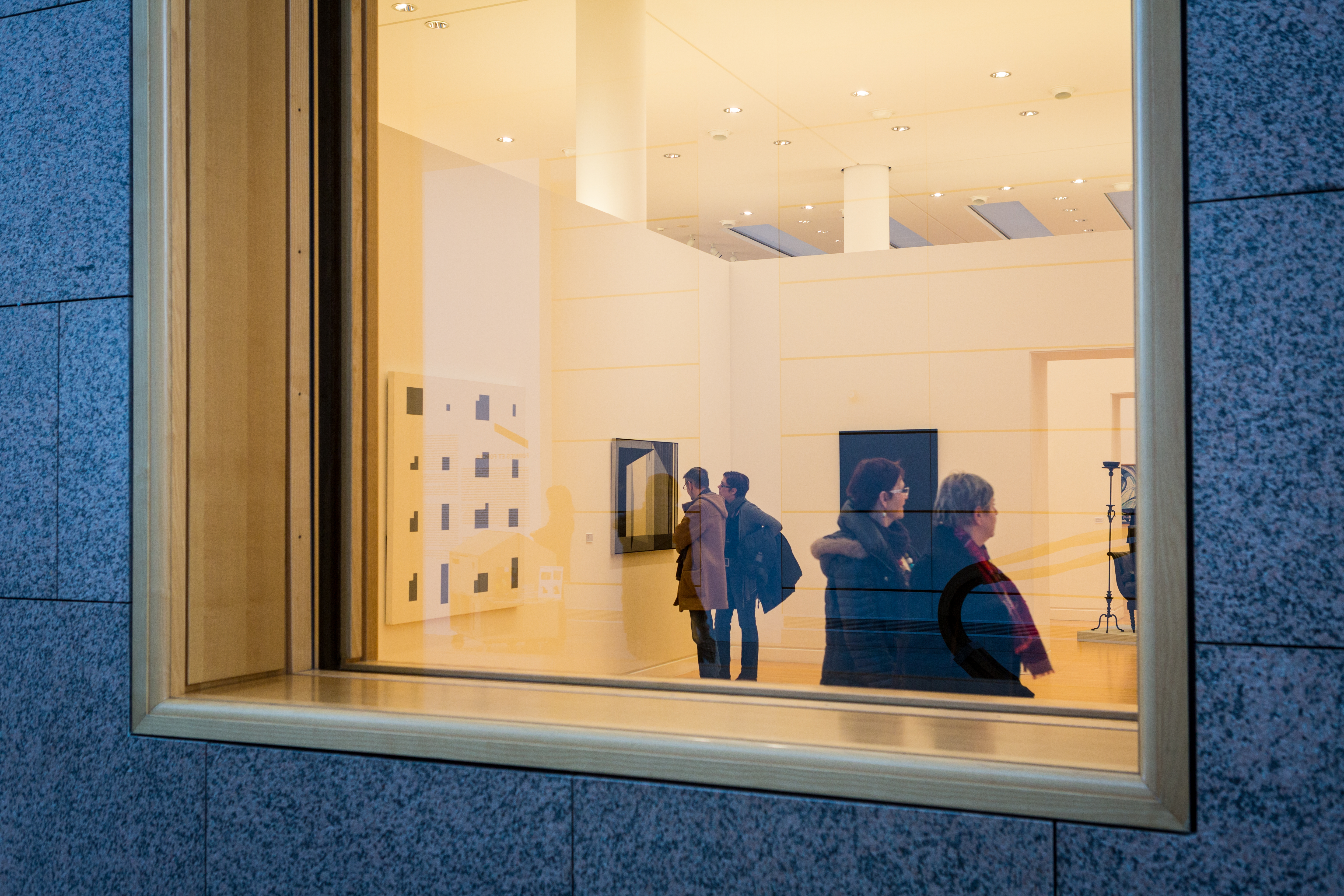

Au sommet de la façade, côté Petite-France, on peut voir la suite de Fibonacci en néons bleus.

## Collections

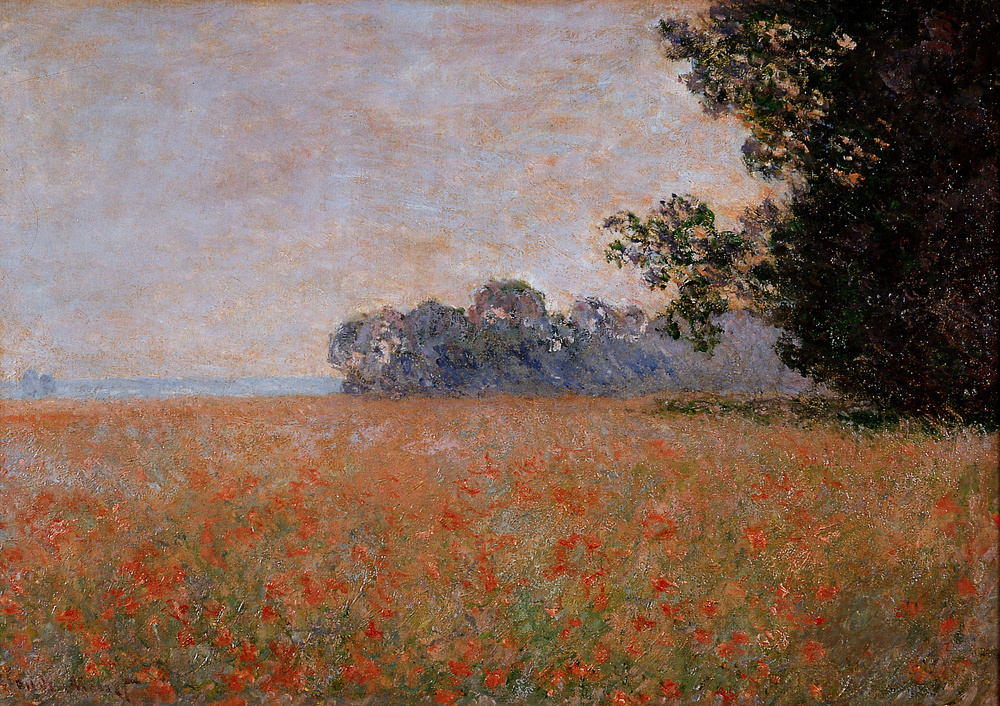
Champ d'avoine aux coquelicots, par Claude Monet vers 1890.

Le musée, qui a bénéficié de généreux dépôts de particuliers et d'institutions (musée d'Orsay, musée national d'Art moderne, musée Picasso, Centre de création industrielle, et Fonds national d'art contemporain), est le seul grand musée français à proposer un parcours couvrant la période de 1870 à nos jours. Ceci permet d'accompagner le visiteur de ce qui lui est familier (le fauvisme, l'impressionnisme) jusqu'à la création contemporaine dans un cheminement qui se veut pédagogique. Le musée abrite une importante collection d'œuvres de Jean Arp et de Victor Brauner, ainsi que le chef-d'œuvre du peintre Gustave Doré : Le Christ quittant le prétoire, (1867-1872).
- Collections moderne et contemporaine (peintures, sculptures, design, installations) : 6 000 œuvres ;
- Cabinet d'art graphique : 15 000 dessins et estampes ;
- Collection photographique : 4 000 œuvres.

Au sein de la collection de peintures sont exposées des œuvres de peintres tels que Claude Monet, Alfred Sisley, Camille Pissarro, Pierre-Auguste Renoir, Eugène Carrière, Odilon Redon, Paul Gauguin, Charles Filiger, Paul Signac, Félix Vallotton, Edward Burne-Jones, Dante Gabriel Rossetti, Max Liebermann, Raoul Dufy, Paul Jamot, Albert Marquet, Maurice Vlaminck, Emile Othon Friesz, Georges Braque, Juan Gris, Pablo Picasso, Robert Delaunay, Marc Chagall, Maurice Utrillo, Nathalie Gontcharova, Edouard Vuillard, Pierre Bonnard, Theo van Doesburg, André Masson, Max Ernst, Joan Miró, René Magritte, Wassily Kandinsky, Sophie Taeuber-Arp, Marcelle Cahn, Alberto Magnelli, Hans Hartung, Wolf Vostell et Georg Baselitz, Henry Ganier, Alexis Arapoff, Leonardo Cremonini, Paul Welsch, Claude Grosperrin, Kostia Terechkovitch, Maurice Georges Poncelet, Luis Alvarez, Camille Claus, René Leidner, Jean Couy, Pino della Selva, Bernard Gantner, Louise Catherine Breslau.

Les salles d’exposition
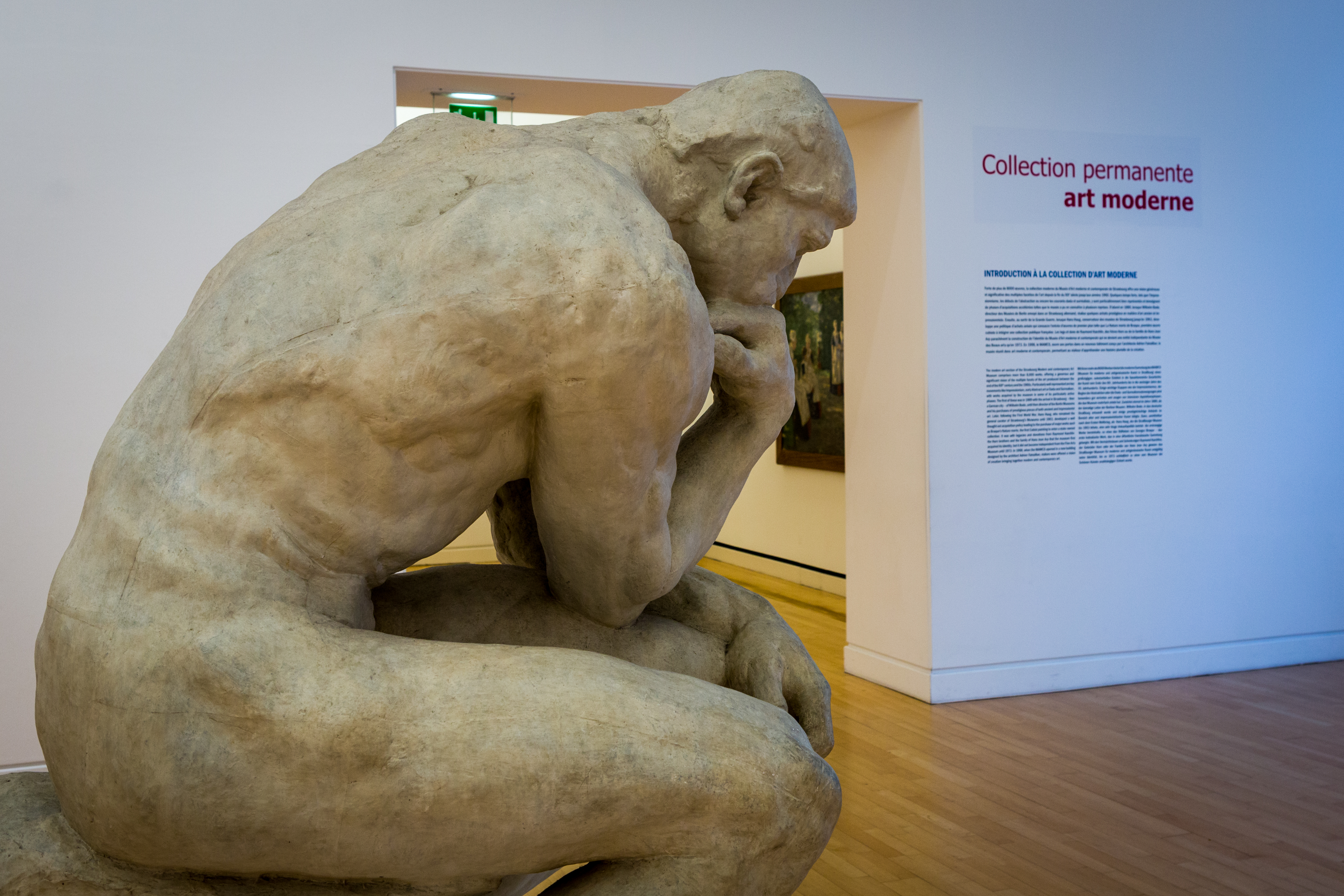
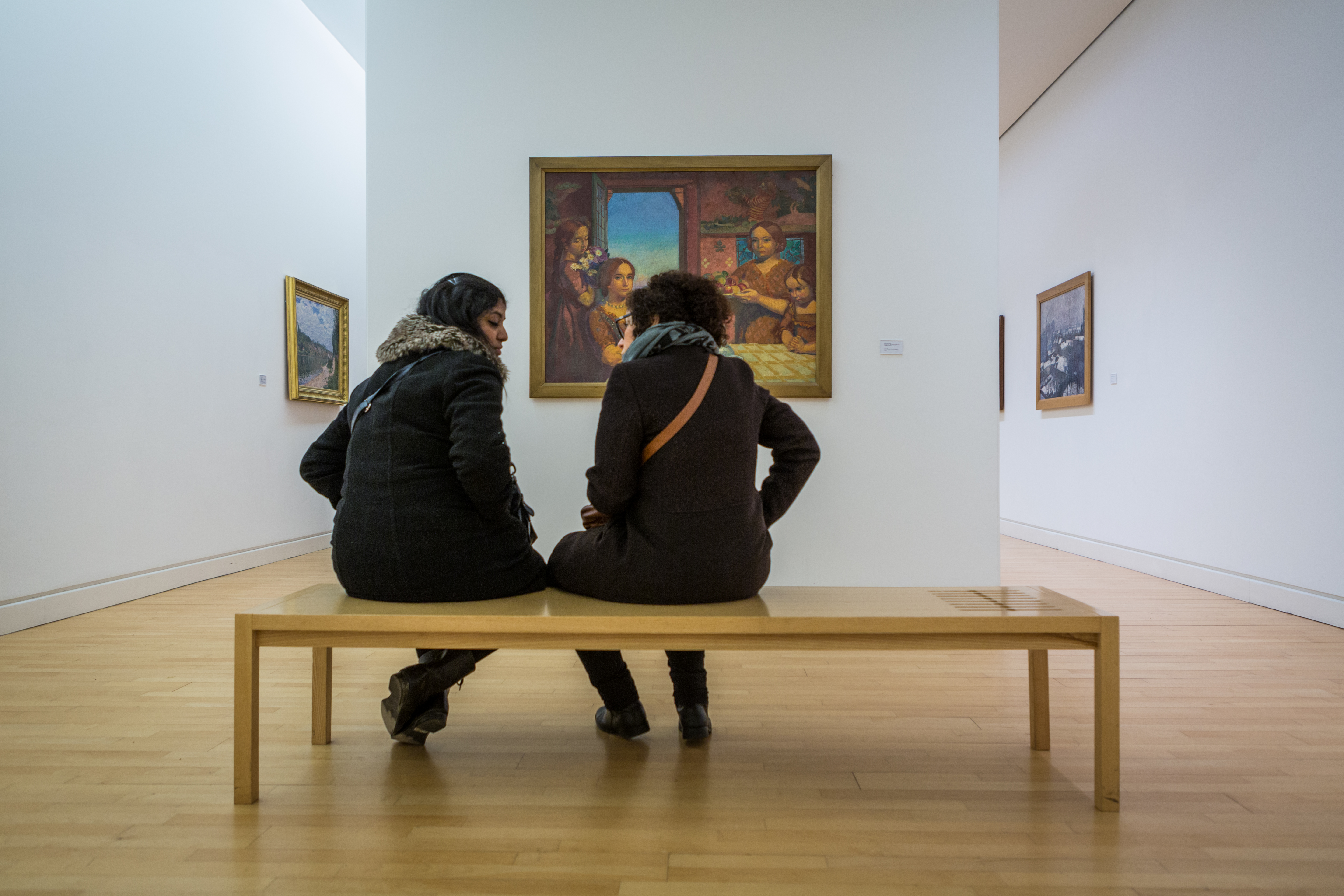
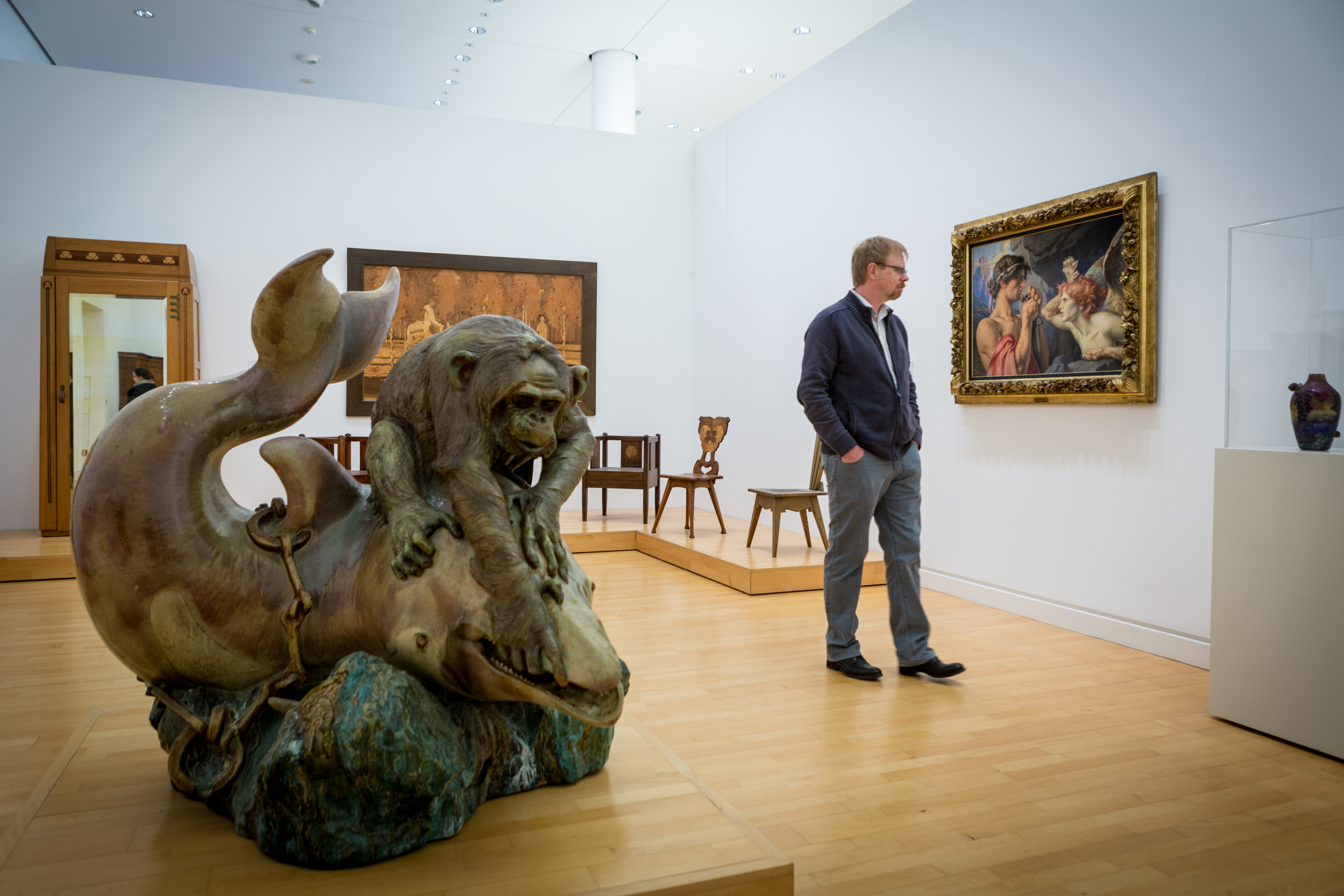
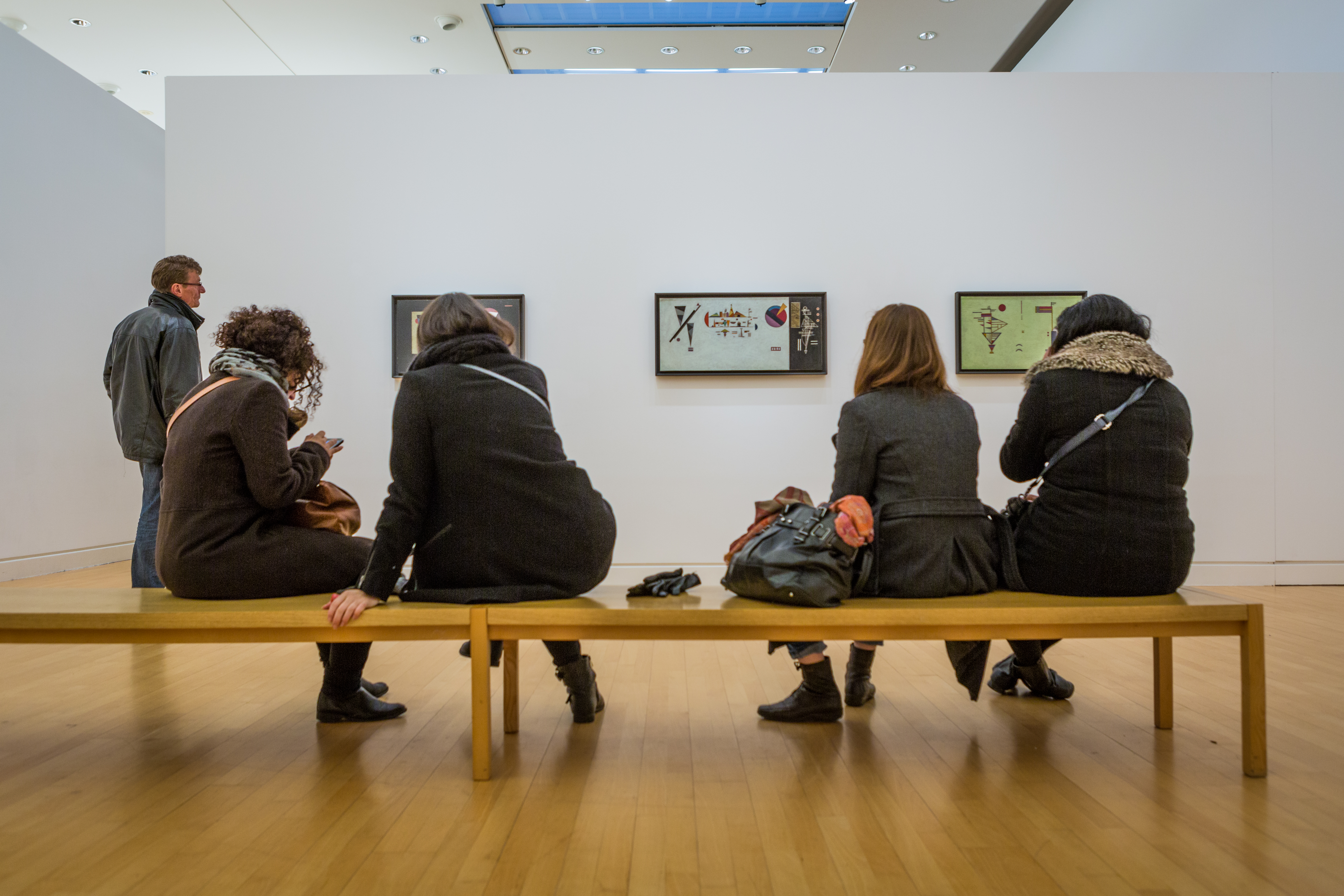

Pour ce qui est de la collection de dessins du cabinet d'art graphique (regroupant dessins, aquarelles, gouaches, pastels et collages) on retrouve notamment des pièces de Gustave Doré, Otto Dix, Paul Klee ou encore Kurt Schwitters.
Depuis mars 2008, une base de données de 4 200 œuvres représentatives de trois départements du musée : art plastique, art graphique et photographie, a été mise en ligne en libre consultation .

## Bibliothèque des musées de Strasbourg

La bibliothèque des musées de Strasbourg
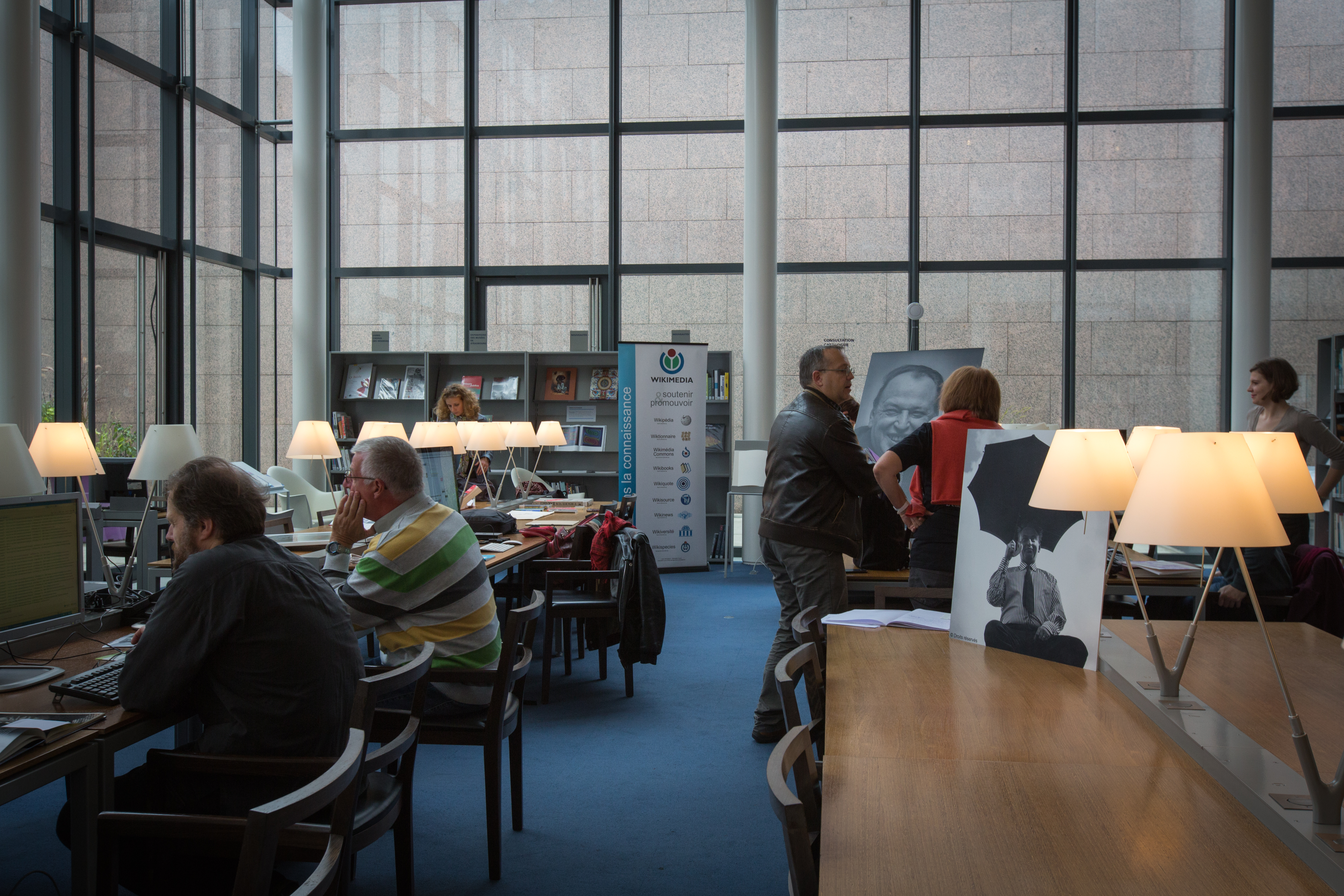
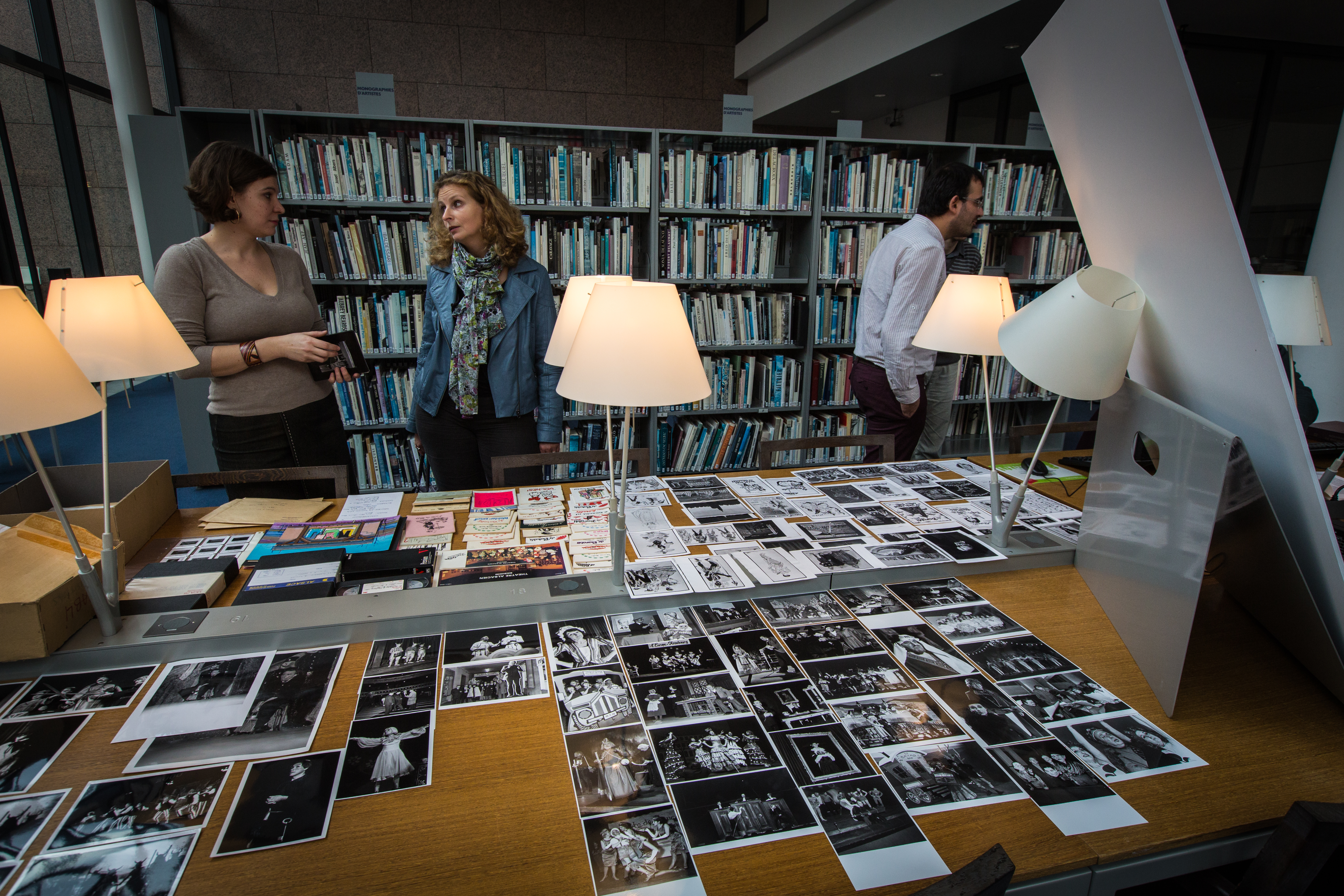
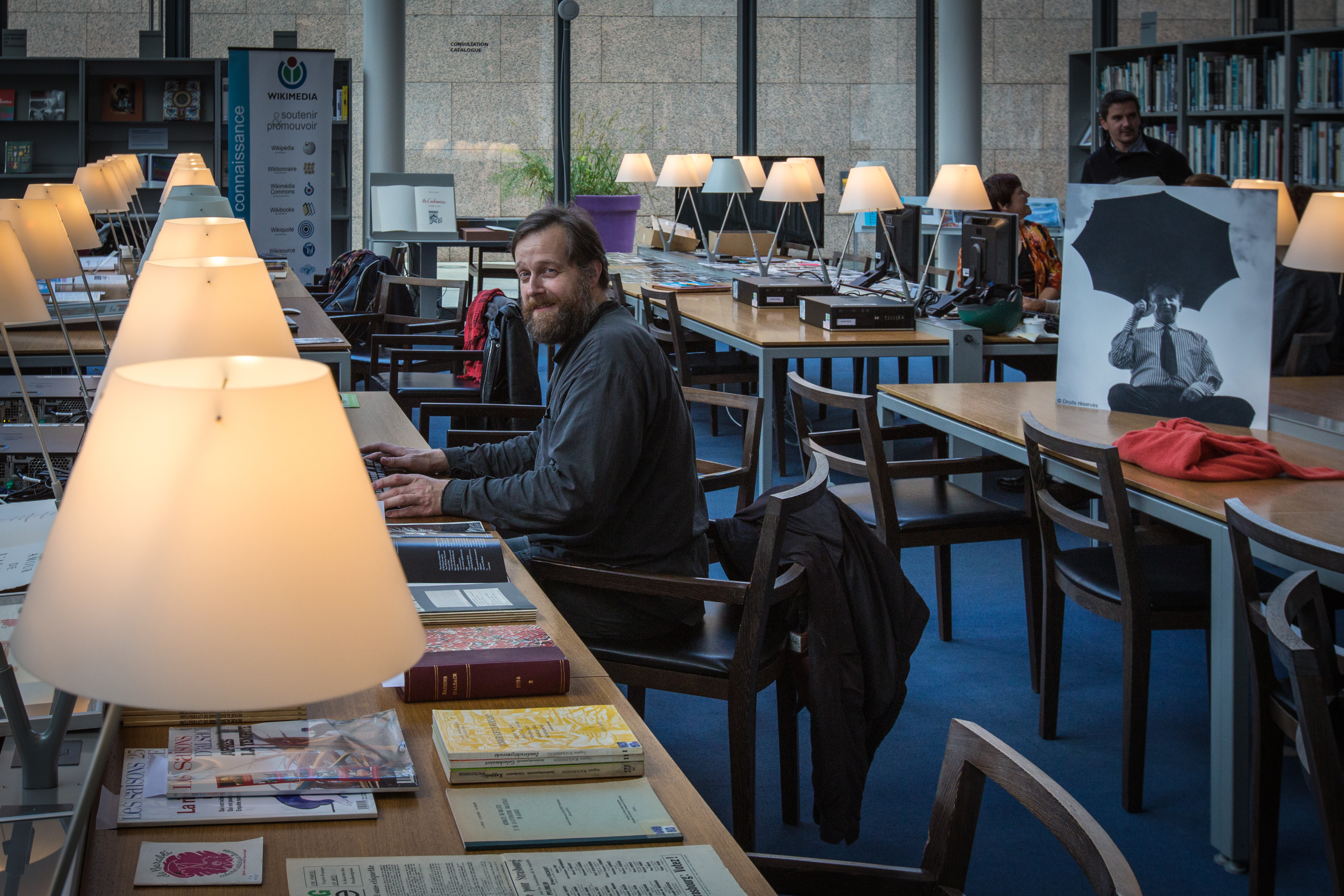
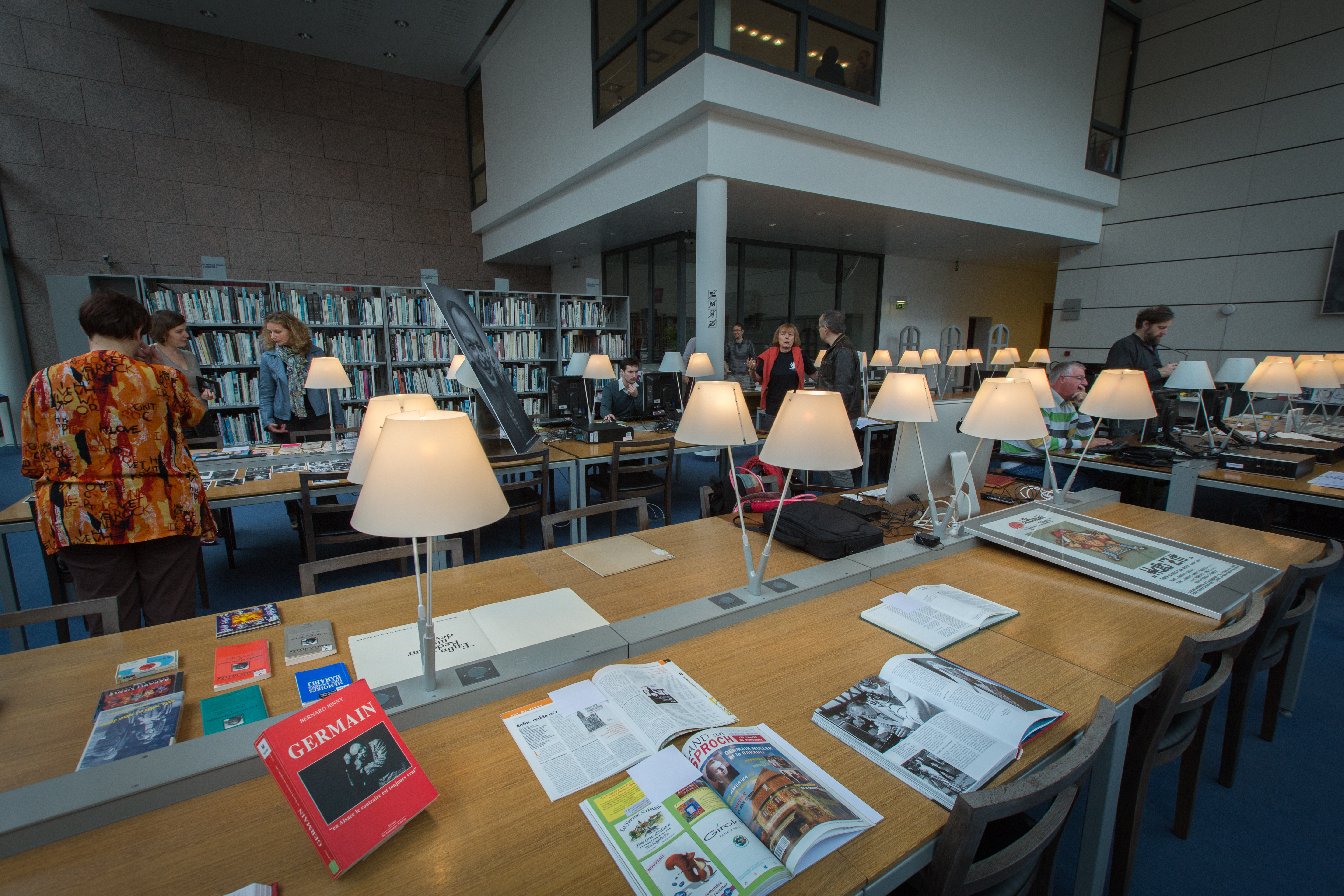

## Expositions
Il y a neuf expositions par an, consacrées soit à de grands thèmes ou courants (l'hyperréalisme américain, l'art cinétique...), soit à des artistes individuels (Asger Jorn, Georges Rouault...).
En 2014, c’est au MAMCS que Daniel Buren poursuit sa démarche de travail in situ afin de présenter deux œuvres monumentales dont l'une est exposée sur les 1500 m2 de la verrière. Il propose ainsi Comme un jeu d’enfant : une toute nouvelle vision de l’architecture du musée, en colorant certaines surfaces en verre avec des films jaune, vert, bleu, rouge ou magenta. Jouant et se jouant de la lumière, des reflets et des couleurs, Daniel Buren permet au visiteur de redécouvrir l’architecture du lieu mais aussi de la magnifier d’une manière unique puisque l’œuvre évolue perpétuellement, en fonction de la lumière et du regard. Cette œuvre s'inscrit également dans le cadre de la Biennale Internationale du Verre.
Liste des expositions :
- Laboratoire d’Europe, Strasbourg 1880-1930 du 22 septembre 2017 au 25 février 2018 ;
- Joana Vasconcelos, I Want to Break Free du 5 octobre 2018 au 17 février 2019 ;
- Käthe Kollwitz « Je veux agir dans ce temps » du 4 octobre 2019 au 12 janvier 2020 ;
- L'Œil de Huysmans Manet, Degas, Moreau du 2 octobre 2020 au 7 février 2021.

## Particularité
Le parvis du MAMCS, appelé place Jean-Arp, constitue depuis sa construction le plus important spot (lieu) de Strasbourg où se pratiquent les sports urbains de glisse : roller et principalement skateboard. Cette pratique est acceptée par la direction du musée et donne à la place Jean-Arp une identité ancrée dans la culture urbaine strasbourgeoise.

## Accès
- Le musée est desservi par la ligne B du tramway de Strasbourg, arrêt Musée d'Art Moderne.